# Stellungsspiel (Billard)
Das Stellungsspiel beschreibt im Billardsport das Spiel mit der weißen Kugel in Konstellation mit der zu spielenden farbigen Kugel. Gutes Stellungsspiel zeichnet sich allgemein dadurch aus, dass man nicht genötigt wird, riskante Bälle anzugehen, wenn man sich in einer Aufnahme befindet.

## 8-Ball
In der Poolbillardvariante 8-Ball ist beim Anstoß noch kein Stellungsspiel zu finden. Sollte eine Kugel gefallen sein, entscheidet sich der Spieler für eine der beiden Farbgruppen (die Vollen bzw. die Halben). Anschließend locht er einen Objektball der entsprechende Farbe. Beim Stoß kann der Spielball mit Effet so gesteuert werden, dass diese danach an eine gewünschte Stelle gestellt wird, um die nächste Kugel auch wieder einfach lochen zu können. Je mehr Effet jedoch verwendet wird, desto schwieriger ist es die Kugel auch sicher zu lochen. Das Stellungsspiel setzt er dann – im Idealfall – bis zum Spielgewinn fort. Es sollte so gestellt werden, dass man möglichst einfache Bälle lochen kann, die es auch ermöglichen auf folgende Kugeln gut stellen zu können (dies ist z. B. problematisch, wenn sich Spielball, Objektball und Tasche auf einer geraden Linie befinden, da das Stellungsspiel durch den fehlenden Winkel stark eingeschränkt ist). 

## 9-Ball
Bei der Poolbillardvariante 9-Ball spielt man immer den Objektball mit der niedrigsten Ziffer auf dem Tisch zuerst an. Lochen darf man jedoch alle Objektbälle. Man versucht dabei so mit Effet zu spielen, dass der Spielball, nach dem Lochen des Objektballs, ein weiterspielen auf die nächsthöheren Objektbälle ermöglicht. In manchen Fällen ist es möglich, die 9 (der Gewinnball), per Kombination zu lochen. Damit dies regelgerecht ist, muss natürlich zuvor der Objektball mit der niedrigsten Nummer auf dem Tisch angespielt worden sein. 

## 14/1 endlos
Beim 14 und 1 endlos sucht sich der Spieler nach dem Break eine beliebige Kugel, die er locht. Mit dem Stoß spielt der Spieler die weiße Kugel mit (ggf. mit Effet) so an, dass er danach wieder eine leichte Kugel hat, die er lochen kann. Die Besonderheit hier liegt darin, das Stellungsspiel so anzuwenden, dass der letzte Objektball so liegen bleibt, dass er leicht zu lochen ist und das wiederaufgebaute Rack leicht zu öffnen ist, um neue Anspielmöglichkeiten zu erhalten. Erfahrene Spieler sind so in der Lage, einen Tisch mehrmals hintereinander an-aus zu schießen, also den Tisch in einer Aufnahme abzuräumen.

## Snooker
Beim Snooker ist das Stellungsspiel schon beim Anstoß wichtig. Man muss darauf achten, so zu spielen, dass eine rote Kugel berührt wird und der Spielball so läuft, dass sie in eine schwer zu spielende Position für den Gegner kommt. Wenn eine Kugel gelocht wird, ist das Stellungsspiel wichtig, um gut auf die nächste zu spielende Kugel stellen zu können. Wird der Spielball so gestellt, dass der Gegner mit ihr keine rote Kugel auf beiden Seiten in vollem Umfang anspielen kann, nennt man das Snooker. Auch im Endspiel auf die Farben ist das Stellungsspiel wichtig. So kann die Kugel nach dem Lochen einer Kugel so auf die nächste farbige Kugel gestellt werden, dass diese wiederum einfach lochbar ist. Durch die unterschiedliche Schnittform der Taschen am Billardtisch ist das Lochen etwas schwerer. Daher ist ein effektives Stellungsspiel umso wichtiger.